# كيف تتحكم الذات بعقلها (كتاب)
كيف تتحكم الذات بعقلها هو كتاب لجون ايكلس، يطرح نظرية الإزدواجية الفلسفية وتقدم تبرير لكيفية القيام بعمل بين الوعي والعقل دون؛ انتهاك مبدأ حفظ الطاقة. تم تطوير نموذج الكتاب بالاشتراك مع الفيزيائي النووي فريدريتش بيك في الفترة (1991-1992).
أطلق ايكلس اسم «الدندرونات» (وهي الامتدادات الخيطية القصيرة المتفرعة للخلية العصبية) على الوحدات العصبية الأساسية للقشرة الدماغية، وهي عبارة عن حزم اسطوانية من الخلايا العصبية المرتبة عاموديا في الطبقات الست الخارجية للقشرة، ويبلغ قطر كل اسطوانة حوالي 60 ميكرومتر. كما طرح ايكلس ان كل 40 مليون من الدندرونات مرتبطة مع وحدة عقلية أو «نفسية», تمثل تجربة واعية. فالأفعال والأفكار الإرادية السيكولوجية تعمل على الدندرونات وللحظة، تزداد احتمالية إطلاق خلايا عصبية مختارة من خلال تأثير النفق الكمي في خروج الخلايا المشبكية، بينما تتم العملية عكسيا في حالة الإدراك.
ذكر سابق ل«سايكون»
كان أول استخدام لكلمة «سايكون» مع معنى مماثل في كتاب «بشأن الأصوات المتقلبة وغير المتقلبة» من قبل كي.دنلاب في عام 1908. يعتبر الاستخدام السابق هو الأكثر شعبية في قصة الخليج القصيرة لروبرت هاينلين، حيث تشير الشخصية في القصة إلى تفكيرها بأكبر سرعة ممكنة بإعتبارها «سايكون واحد لكل كرونون».
- (سايكون هو جسيم يعبر عن الطبيعة النفسية)
- (الكرونون هي وحدة زمنية تساوي الوقت الذي يستغرقه الفوتون لاجتياز قطر الإلكترون).